# Bronski Beat
Bronski Beat var en engelsk musiktrio i genrerne synthpop, hi-NRG og new wave, der havde succes i midten af 1980'erne, særlig med hittet fra 1984 "Smalltown Boy", fra gruppens debutalbum The Age of Consent. Alle bandets medlemmer var åbent bøsser, hvilket deres sange reflekterede, herunder med politiske kommentarer til LGBT-relaterede emner. De oprindelige medlemmer af gruppen var Jimmy Somerville (sang), Steve Bronski (født Steven William Forrest, keyboards, percussion) og nu afdøde Larry Steinbachek (keyboards, percussion).
Somerville forlod Bronski Beat i 1985 og havde efterfølgende succes som sanger i The Communards og som solo artist. Han blev afløst af John Foster, der medvirkede på en række af gruppens hits i Storbritannien og Europa i 1986. Foster forlod Bronski Beat efter gruppens andet album, og gruppen havde en række forskellige sangere indtil den blev opløst i 1996.
Steve Bronski, det eneste originale medlem, var senere leder af et omorganiseret version af gruppen, der gav koncerter og har indspillet nyere materiale. Steve Bronski døde i 2021.
Larry Steinbachek døde i 2016.

## Diskografi
Studiealbum
- 1984: The Age of Consent
- 1986: Truthdare Doubledare
- 1987: Out & About
- 1995: Rainbow Nation
- 2017: The Age of Reason